# Rio de Janeiro Vôlei Clube 2020-2021
Questa voce raccoglie le informazioni riguardanti il Rio de Janeiro Vôlei Clube nella stagione 2020-2021.

## Stagione
Il Rio de Janeiro Vôlei Clube gioca col nome sponsorizzato Sesc RJ/Flamengo, frutto della collaborazione con il Flamengo, nella stagione 2020-21.
Ottiene un quinto posto al termine della stagione regolare di Superliga Série A, partecipando così ai play-off scudetto, dove viene eliminato ai quarti di finale dal Bauru, ottenendo un quinto posto finale.
I due club si incrociano nuovamente in Coppa del Brasile, con la formazione paulista che elimina le carioca ancora ai quarti di finale, decretandone un altro quinto posto.
In Supercoppa brasiliana invece il club viene sconfitto in quattro parziali dal Praia Clube.
L'unico titolo stagionale arriva con la conquista del Campionato Carioca.

## Organigramma societario
Area direttiva
- Presidente: Paulo Antônio Monteiro
- Vicepresidente: Dan Chor
- Supervisore: Harry Bollmann Netto

Area tecnica
- Allenatore: Bernardo de Rezende
- Secondo allenatore: Hélio Griner
- Assistente allenatore: Ricardo Tabach
- Preparatore atletico: Marco Antônio Jardim

Area sanitaria
- Medico: Ney Coutinho Pecegueiro do Amaral

## Rosa
| N° | Nome                  | Ruolo | Data di nascita  | Nazionalità sportiva |
| -- | --------------------- | ----- | ---------------- | -------------------- |
| 1  | Milka Silva           | C     | 18 luglio 1994   | Brasile              |
| 2  | Natália de Araújo     | L     | 10 aprile 1997   | Brasile              |
| 3  | Juma da Silva         | P     | 17 gennaio 1993  | Brasile              |
| 6  | Juciely Barreto       | C     | 18 dicembre 1980 | Brasile              |
| 7  | Roberta da Silva      | C     | 6 giugno 1984    | Brasile              |
| 8  | Ariele Ferreira       | S     | 18 novembre 1995 | Brasile              |
| 9  | Sabrina Machado       | O     | 9 aprile 1996    | Brasile              |
| 10 | Valquíria Dullius     | C     | 19 agosto 1994   | Brasile              |
| 11 | Lorenne Teixeira      | O     | 8 gennaio 1996   | Brasile              |
| 12 | Gabriella de Souza    | S     | 14 dicembre 1993 | Brasile              |
| 13 | Amanda Francisco      | S     | 16 agosto 1988   | Brasile              |
| 14 | Josefa de Souza       | P     | 3 febbraio 1983  | Brasile              |
| 15 | Lívia Lima            | C     | 8 giugno 2003    | Brasile              |
| 16 | Ana Cristina de Souza | S     | 7 aprile 2004    | Brasile              |
| 17 | Drussyla Costa        | S     | 1º giugno 1996   | Brasile              |
| 19 | Marcelle da Silva     | L     | 2 febbraio 2002  | Brasile              |
| 20 | Camila Gómez          | L     | 6 luglio 1995    | Colombia             |

## Statistiche

### Statistiche di squadra
| Competizione          | Punti | In casa | In casa | In casa | In trasferta | In trasferta | In trasferta | Totale | Totale | Totale |
| Competizione          | Punti | G       | V       | P       | G            | V            | P            | G      | V      | P      |
| --------------------- | ----- | ------- | ------- | ------- | ------------ | ------------ | ------------ | ------ | ------ | ------ |
| Superliga Série A     | 42    | 12      | 8       | 4       | 13           | 7            | 6            | 25     | 15     | 10     |
| Coppa del Brasile     | -     | 1       | 0       | 1       | 0            | 0            | 0            | 1      | 0      | 1      |
| Supercoppa brasiliana | -     | -       | -       | -       | -            | -            | -            | 1      | 0      | 1      |
| Totale                | -     | 13      | 8       | 5       | 13           | 7            | 6            | 27     | 15     | 12     |

### Statistiche dei giocatori
| Giocatrice    | Superliga Série A | Superliga Série A | Superliga Série A | Superliga Série A | Superliga Série A |
| Giocatrice    | P                 | PT                | AV                | MV                | BV                |
| ------------- | ----------------- | ----------------- | ----------------- | ----------------- | ----------------- |
| J. Barreto    | 25                | 220               | 157               | 51                | 12                |
| D. Costa      | 4                 | 6                 | 3                 | 3                 | 0                 |
| J. da Silva   | 24                | 41                | 21                | 9                 | 11                |
| M. da Silva   | 12                | 3                 | 0                 | 0                 | 3                 |
| R. da Silva   | -                 | -                 | -                 | -                 | -                 |
| N. de Araújo  | 1                 | 1                 | 0                 | 1                 | 0                 |
| A.C. de Souza | 25                | 318               | 270               | 30                | 18                |
| G. de Souza   | 22                | 58                | 48                | 9                 | 1                 |
| J. de Souza   | 19                | 35                | 14                | 14                | 7                 |
| V. Dullius    | 23                | 206               | 123               | 70                | 13                |
| A. Ferreira   | 1                 | 1                 | 1                 | 0                 | 0                 |
| A. Francisco  | 23                | 209               | 183               | 19                | 7                 |
| C. Gómez      | 22                | 0                 | 0                 | 0                 | 0                 |
| L. Lima       | -                 | -                 | -                 | -                 | -                 |
| S. Machado    | 18                | 74                | 61                | 9                 | 4                 |
| M. Silva      | 12                | 30                | 23                | 5                 | 2                 |
| L. Teixeira   | 20                | 297               | 269               | 20                | 8                 |

P = presenze; PT = punti totali; AV = attacchi vincenti; MV = muri vincenti; BV = battute vincenti

NB: Non sono disponibili i dati relativi alla Coppa del Brasile e alla Supercoppa brasiliana e, di conseguenza, quelli totali.